# 市来貴代子
市来 貴代子（いちき きよこ、1973年2月21日 - ）は、日本の女子プロレスラー。身長153cm、体重53kg、血液型AB型。兵庫県神戸市出身。

## 経歴・戦歴
「天才・たけしの元気が出るテレビ!!」の女子プロ予備校出身であり、同番組企画の出身者には元気美佐恵・上林愛貴・シュガー佐藤がいる。LLPW（現・LLPW-X）のプロテストに合格していたが、デビューする前に夜逃げをしている。
1994年12月10日、長野・飯田市勤労者体育センターで行われたIWAジャパンプロレスの興行において、対シンティア・モレノ戦でデビュー。その後は同団体の所属レスラーとして活動するが、女子選手の人数不足により、元川恵美（現：さくらえみ）との対戦が主であった。IWAジャパンの同期には田尻義博（現：TAJIRI）がいる。
その後は、IWAジャパンを離脱して暫くフリーランスとして活動した後、1996年にGAEA JAPANに新弟子扱いで入団。しかし短期間のみで離脱してしまう。再び元GAEA JAPANの中野知陽呂と共に革真浪士団（現・スーパーFMW）で活動した後大日本プロレスに入団するが、2000年をもって再度離脱してしまい、再びフリーランスとしてアイスリボンやその他の団体に出場している。アイスリボンでは主にりほ（現：里歩）と組んでさくらえみを困らせている一方、自身の非情なファイトスタイルに堂々と対抗して来た聖菜を高く買っている。
大日本プロレス時にはデスマッチも経験している。対戦相手は元気美佐恵だった。
2005年6月26日OZアカデミーの後楽園ホールで「元気が出るテレビ同窓会タッグマッチ」として元気美佐恵と組んでシュガー佐藤＆Aky（上林愛貴）と対戦。市来が佐藤の相撲タックルで敗れる。
2009年にはIWA・JAPANにて5月にさくらえみと13年ぶりのシングルマッチ、7月にはさくらえみと初タッグを結成。
2010年以降欠場していたが、2011年10月28日のSMASHに初参戦した元同僚松田慶三より名前が出され、11月27日のSMASHで元Iジャ軍の一員として復帰。
2012年8月18日、シアタープロレス花鳥風月に初参戦。
2013年、シアタープロレス花鳥風月をプロモートするG-TALENTと契約。その初戦となった2月10日、GAEA JAPAN時代の元同僚旧姓・広田さくらに勝利。
2013年7月15日、プロレスリング我闘雲舞初参戦。板橋グリーンホール大会にて、IWA・JAPAN指名試合としてさくらえみが持つAWF世界女子王座に挑戦するが善戦むなしく敗れた。尚、セコンドには里歩がつき、リングアナウンサーは聖菜が行った。
2014年4月20日、世界プロレス協会に初参戦。上林愛貴と20年越しの初タッグを結成する。

## 得意技
- 顔面蹴り（攻撃の9割は、この技（さくらえみ談））
- ジャンピングニーパッド

## タイトル歴
- BJW認定女子王座
- インターナショナルエイトメンスクランブル王座
- ICE×60王座